# Anthornis
Anthornis – rodzaj ptaków z rodziny miodojadów (Meliphagidae).

## Zasięg występowania
Rodzaj obejmuje gatunki występujące w Nowej Zelandii i na okolicznych wyspach.

## Morfologia
Długość ciała 11–20 cm; masa ciała 10–31 g.

## Systematyka
Rodzaj zdefiniował w 1837 roku angielski zoolog William Swainson w drugiej części publikacji swojego autorstwa On the natural history and classification of birds i nadając mu nazwę Anthomiza. Jednak George Robert Gray w 1840 roku nadał rodzajowi nową nazwę Anthornis, ponieważ uważał, że nazwa ukuta przez Swainsona była zajęta przez rodzaj pluskwiaków, który opisał w 1810 roku szwedzki entomolog Carl Fredrik Fallén, nadając mu nazwę Anthomyza; jednocześnie, jako że nazwa Anthomiza nie była używana przez ponad 50 lat, stała się zgodnie z artykułem 23.b ICZN nomen oblitum. Gatunkiem typowym jest szmaragdowiec zwyczajny (Anthornis melanura).

### Etymologia
- Anthomiza (Anthomyza): gr. ανθος anthos „kwiat”; μυζαω muzaō „ssać”[6].
- Anthornis: gr. ανθος anthos „kwiat”; ορνις ornis, ορνιθος ornithos „ptak”[7].

### Podział systematyczny
Do rodzaju należą następujące gatunki:
- Anthornis melanura (Sparrman, 1786) – szmaragdowiec zwyczajny
- Anthornis melanocephala G.R. Gray, 1843 – szmaragdowiec żółtooki – takson wymarły, ostatnie znane okazy zostały zarejestrowane w 1906 roku[9].